# Guadalupe megye (Texas)
Guadalupe megye az Amerikai Egyesült Államokban, azon belül Texas államban található. Megyeszékhelye és legnagyobb városa Seguin. Lakosainak száma 172 706 fő (2020. április 1.). Guadalupe megye Bexar, Comal, Hays, Caldwell, Gonzales és Wilson megyékkel határos.

## Népesség
A megye népességének változása:
| Lakosok száma | 132 431 | 135 949 | 139 873 | 143 183 | 151 249 | 172 706 |
|               | 2010    | 2011    | 2012    | 2013    | 2015    | 2020    |